# Nicolae Caratană

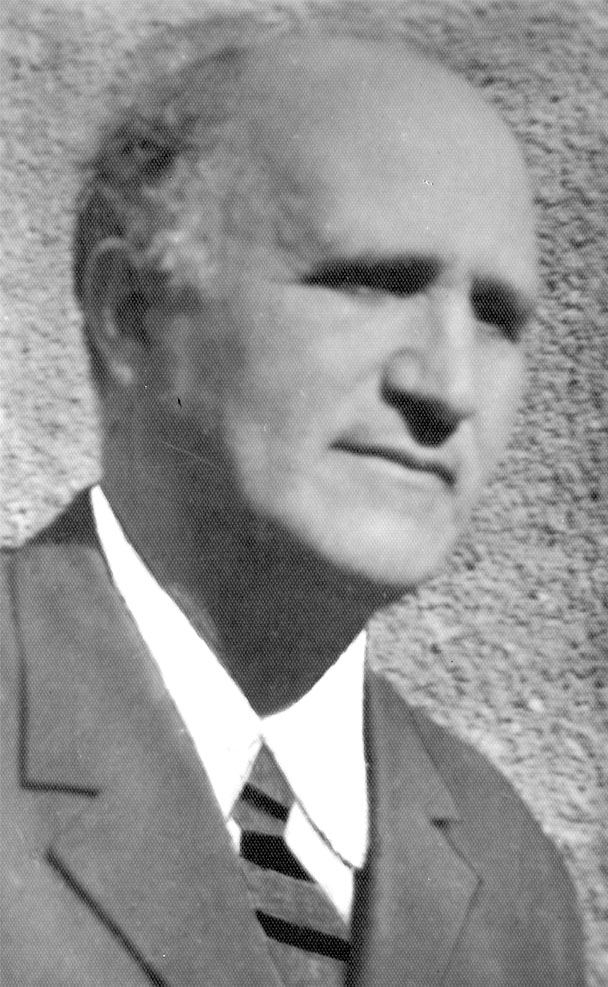
Nicolae Caratană

Nicolae Caratană (n. 23 ianuarie 1914 - (dată incertă) - d. 19 octombrie 1992) a fost un poet aromân, membru al Uniunii Scriitorilor din România din anul 1979. 

## Viața
Poetul Nicolae Caratană s-a născut în localitatea Horopani din Macedonia grecească, unde a urmat și primele clase primare, în limba greacă. La vârsta de 14 ani emigrează cu familia în Cadrilater și își continuă studiile în limba română. Din cauza sărăciei și a vremurilor tulburi care au urmat nu a mai putut urma școli mai înalte și a fost nevoit să se mulțumească numai cu Școala de arte și meserii din Oltenița. Totuși, ca autodidact și-a însușit temeinice cunoștințe din literatura universală, în special din literatura română și greacă, dar și cunoștințe de filozofie și istorie universală. Cunoștea bine limbile greacă, germană, franceză și turcă. 
Al doilea război mondial îl găsește în armată. Este participant activ pe frontul din est de unde se întoarce rănit. După puțin timp, în anul 1948, este arestat prima dată. Deși este eliberat după câteva luni, continuă să fie urmărit de regimul comunist și după o nouă detenție (perioada în care este adus și la Canal) i se fixează domiciliu obligatoriu în câteva sate din câmpia Bărăganului. Este arestat a treia oară, în anul 1957, și plimbat prin mai multe închisori până în anul 1964. De la eliberarea din detenție și până la pensionare va lucra ca simplu muncitor pe diverse șantiere de construcții. 
S-a  stins din viață, fulgerător, la 19 octombrie 1992 la Constanța.
A devenit membru al Uniunii Scriitorilor din România în anul 1979.
Nicolae Caratană a avut o viață chinuită, cu multe privațiuni, viață care a fost închinată numai poeziei. În acest sens este semnificativ un citat din volumul autobiografic Memorii ghetsimanice, apărut la editura Ex Ponto în anul 2000: 
„Numai durerea m-a determinat să descopăr poezia. După atâtea eșecuri, simțeam nevoia să plâng, ori nu poți plânge  mai bine decât numai prin poezie. Prin poezie  plânsul se transformă în cântec. Poezia am descoperit-o mai târziu. Fusesem nevoit să o descopăr. Când am pierdut orice speranță de a urma o școală superioară, mă rugai de poezie să-mi deschidă căile ei, să mă primească în altarul muzelor.”

## Opera literară
Lampadoforie – Editura Cartea Românească (1972)
Lâna de aur – Editura Cartea Românească (1975)
Inscripții rupestre – Editura Cartea Românească (1981)
Asteptu soarile (în dialect aromân) – Editura Litera (1985); ed.a II-a (1992)
Arbori – Editura Litera (1989)
Pod  peste legendă – Editura Cartea Aromână (1993)
Cuvinte de lut – Editura Dimandarea părintească (2000)
Memorii ghetsimanice - Editura Ex Ponto (2000)
Dialog cu neantul –Editura Ex Ponto (2001)
Lampadoforie – (antologie) –  Editura Ex Ponto (2009)